# Iglesia de la Presentación de María (Chernígov)
La iglesia de la Presentación de María (en ucraniano: Введенська церква) es una iglesia ortodoxa ucraniana que se sitúa en el monasterio de la Trinidad de Chernígov, en el óblast homónimo de Ucrania. El templo forma parte de la eparquía de Chernígiv y se trata de la única iglesia bicúpula de la Ucrania de la Margen Izquierda.    

## Historia
Algún tiempo después de la construcción de la iglesia, el hetman Iván Mazepa entregó un iconostasio barroco de cuatro niveles decorado con su escudo de armas, cuya parte central estaba elevada y, a partir del segundo nivel, los iconos estaban ubicados a lo largo de una línea curva que se elevaba ligeramente hacia el centro. 
Durante el periodo soviético, el iconostasio fue destruido en los años 1930. 
Antes de la apertura de la iglesia el 1 de septiembre de 1989, se construyó el iconostasio actual (1988-89). Actualmente, el edificio se usa como una iglesia "estudiante": los estudiantes dan clases y hacen sus exámenes, a la vez que se usa como iglesia refectorio.

## Arquitectura
La iglesia se considera uno de los ejemplos más importantes y antiguos del barroco ucraniano. Su estructura urbanística se repite en el refectorio del Monasterio de San Miguel en Kiev: el comedor linda con el local de la iglesia desde el oeste y, a su vez, las salas auxiliares para cocinar y almacenar productos.      
La peculiaridad de la composición es que la iglesia tiene 2 baños, no uno, como en la mayoría de los casos. Aquí, el cuadrilátero bajo la cúpula se transforma, con la ayuda de una vela plana, en una figura de ocho que, estrechándose en forma de cono, se transforma a su vez en una linterna rematada con una gorra. En la construcción del espacio interior se utilizaron técnicas derivadas de la arquitectura de madera.      